# هيلاري باتلر
هيلاري باتلر (بالإنجليزية: Hillary Butler)‏ هو لاعب كرة قدم أمريكية أمريكي، ولد في 5 يناير 1971.

## وصلات خارجية
- هيلاري باتلر على موقع مرجع كرة القدم المحترفة.كوم (الإنجليزية)